# 尹吾
尹吾，歌手，毕业于广西中医学院，与叶蓓、朴树一起被称为“麦田三原色”。

## 专辑
- 《做更好的男人》 2010年2月3日
- 《繁殖吧，生命短促啊》 2003年7月1日
- 《每个人的一生 都是一次远行》 2000年12月17日
- 《独闯天涯》 2000年3月1日